# سيد محمد باشا يكن
سيد محمد باشا يكن (بالتركية: Yeğen Seyyid Mehmed Paşa)‏ كان الصدر الأعظم للدولة العثمانية في الفترة ما بين 25 أغسطس 1782 حتى 31 ديسمبر 1782. تُوفي في 6 ديسمبر 1787 بمدينة كونستانتسا.